# 島根県道239号唐鐘港線
島根県道239号唐鐘港線（しまねけんどう239ごう とうがねこうせん）は、島根県浜田市を通る一般県道である。

## 概要
唐鐘港から国道9号交点に至る。

### 路線データ
- 起点：浜田市国府町（唐鐘港）
- 終点：浜田市下府町（下府畳ケ浦交差点、国道9号交点）

## 歴史
- 1966年（昭和41年）3月29日 - 島根県告示第423号により認定される。
- 1969年（昭和44年）3月1日 - 那賀郡国府町が浜田市に編入されたことにより全区間が浜田市域を通る路線になり、併せて起終点の地名が変更される。
- 1972年（昭和47年）頃 - 現行の県道番号に変更される。

## 地理

### 通過する自治体
- 島根県
  - 浜田市

### 交差する道路
| 交差する道路           | 交差する場所 | 交差する場所            |
| ---------------------- | ------------ | ----------------------- |
| 国道9号 国道186号 重複 | 下府町       | 下府畳ケ浦交差点 / 終点 |

### 沿線
- 唐鐘港
- 島根県立浜田養護学校
- 島根県立浜田聾学校
- 浜田市役所国府連絡係
- 国民宿舎千畳苑
- 石見畳ヶ浦 - 1872年（明治5年）の浜田地震で隆起した岩場や海食洞。
- 国府海水浴場
- 浜田市立国府小学校